# Krankenfahrstuhl (Kraftfahrzeug)

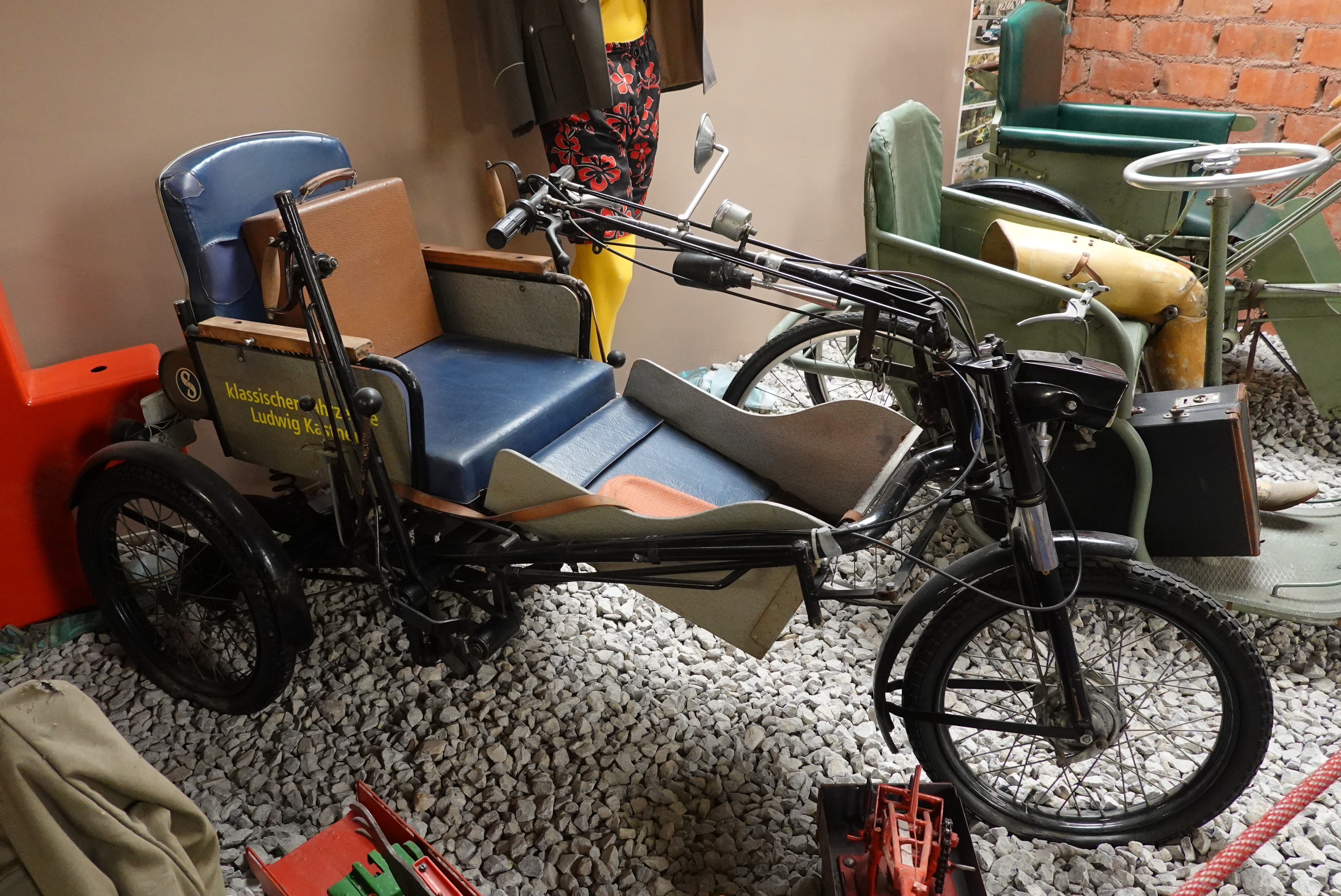
Krankenfahrstühle im Oldtimer-Curioseum in Usseln.

Ein Krankenfahrstuhl ist im deutschen Fahrerlaubnisrecht ein motorisierter Rollstuhl.

## Geschichte
Die Straßenverkehrszulassungsordnung definierte bis zum 31. Dezember 1998 den Krankenfahrstuhl als „nach der Bauart zum Gebrauch durch körperlich gebrechliche oder behinderte Personen bestimmtes Kraftfahrzeug mit höchstens zwei Sitzen, einem Leergewicht von nicht mehr als 300 kg und einer durch die Bauart bestimmte Höchstgeschwindigkeit (bbH) von nicht mehr als 30 km/h“. Betrug die bbH mehr als 10 km/h, war zum Führen eines Krankenfahrstuhls eine Fahrerlaubnis der Klasse 5 erforderlich.
Mit der Einführung der EU-Fahrerlaubnisklassen entfiel die Fahrerlaubnispflicht für Krankenfahrstühle, stattdessen war, analog der Mofa-Prüfbescheinigung, eine Prüfbescheinigung für Krankenfahrstühle für das Führen von Krankenfahrstühlen mit einer Höchstgeschwindigkeit von mehr als 10 km/h erforderlich. Gleichzeitig wurde der Krankenfahrstuhl neu definiert, indem nur noch ein Sitz zugelassen war und die zulässige Geschwindigkeit auf 25 km/h gesenkt wurde. Dies sollte Missbrauch verhindern, dieser fand aber dennoch statt, indem zahlreiche Hersteller Kraftfahrzeuge herstellen und diese zulassungsrechtlich als Krankenfahrstuhl eintragen ließen. Insbesondere für Personen, die ansonsten keine Fahrerlaubnis erwerben konnten, waren diese Fahrzeuge attraktiv, zumal das Bundesverwaltungsgericht entschied, dass die Benutzung von Krankenfahrstühlen nach damals neuem Recht (ab dem 1. Juli 1999) auch nicht behinderten Menschen möglich ist. Aufgrund der geringen Geschwindigkeit und der mangelhaften Beschleunigung stellten diese Fahrzeuge eine große Gefahr im Straßenverkehr dar.
Der Gesetzgeber sah sich gezwungen zu handeln und führte zum 1. September 2002 neue, strengere Regeln für Krankenfahrstühle ein. Diese dürfen seitdem nach § 4 Abs. 1 Satz 2 Punkt 2 FeV fortan nur noch mit Elektroantrieb ausgestattet werden, die zulässige Gesamtmasse ist auf 500 kg beschränkt und die Breite darf maximal 110 cm betragen, gleichzeitig wurde die Höchstgeschwindigkeit auf 15 km/h gesenkt. Die Prüfbescheinigung für Krankenfahrstühle entfiel. Aufgrund der Regelungen zur Besitzstandswahrung in § 76 Punkt 2 FeV dürfen Krankenfahrstühle mit der lediglich vom 1. Januar 1999 bis zum 31. August 2002 erwerbbaren Krankenfahrstuhlprüfbescheinigung (das ist nicht die Mofa-Prüfbescheinigung) nach altem Recht weiterhin bewegt werden; dies gilt auch für Krankenfahrstühle aus der DDR. Die Altersregelung im § 76 FeV bezieht sich jedoch nur auf Mofas und 2- und 3-rädrige KKR bis 25 km/h bbH. Die Altersregelung berechtigt seit dem 1. September 2002 nicht mehr zum Führen von Krankenfahrstühlen mit Verbrennungsmotor und einer bbH über 10 km/h.

## Heutige Regelungen
Die Fahrerlaubnis-Verordnung (FeV) definiert den Krankenfahrstuhl als einsitziges, nach der Bauart zum Gebrauch durch körperlich behinderte Personen bestimmtes Kraftfahrzeug mit Elektroantrieb, einer Leermasse von nicht mehr als 300 kg einschließlich Batterien jedoch ohne Fahrer, einer zulässigen Gesamtmasse von nicht mehr als 500 kg, einer durch die Bauart bestimmte Höchstgeschwindigkeit von nicht mehr als 15 km/h und einer Breite über alles von maximal 110 cm. Krankenfahrstühle im Sinne der FeV dürfen ohne Fahrerlaubnis gefahren werden, sie benötigen auch keine Zulassung. Ist die Höchstgeschwindigkeit größer als 6 km/h, sind Krankenfahrstühle versicherungspflichtig und müssen ein Versicherungskennzeichen führen.
Da Krankenfahrstühle fahrerlaubnisfreie Kraftfahrzeugen sind, ist für die Fahrenden ein Mindestalter von 15 Jahren vorgeschrieben. Bei eine durch die Bauart bedingten Höchstgeschwindigkeit von nicht mehr als 10 km/h ist hingegen kein Mindestalter vorgeschrieben.
Mit Krankenfahrstühlen dürfen nach § 24 StVO Gehwege und andere für Fußgänger freigegebene Wege (z. B. Fußgängerzonen) mit Schrittgeschwindigkeit befahren werden. Sie haben wie Fußgänger Vorrang an Fußgängerüberwegen. Wird allerdings die Fahrbahn benutzt, gelten die Vorschriften für den Fahrzeugverkehr entsprechend.

## Andere Länder
- Invalidenfahrzeug (Schweiz)